# Budynek mieszkalny jednorodzinny

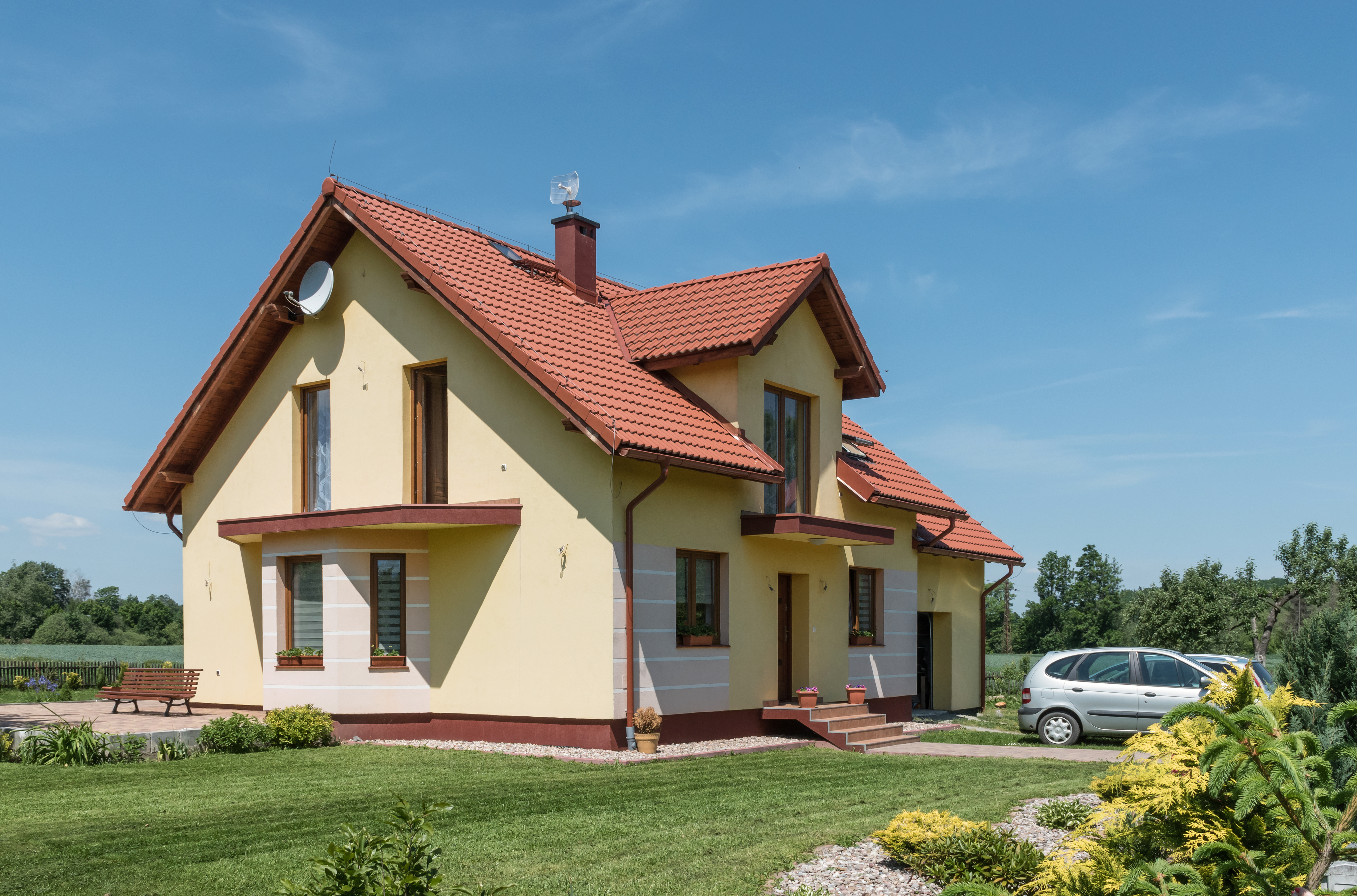
Współczesny dom jednorodzinny w Zabłociu

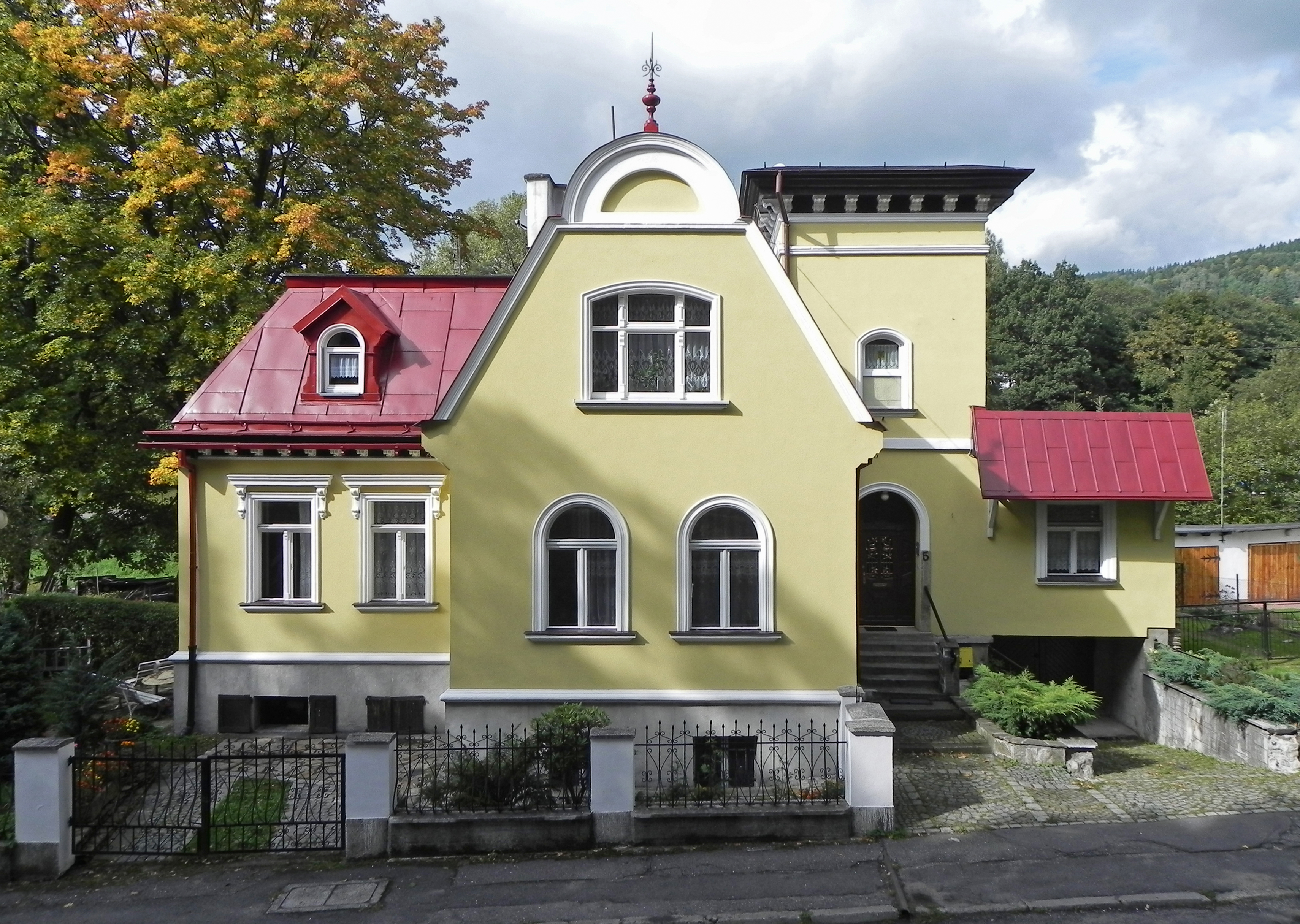
Zabytkowy dom jednorodzinny w Lądku-Zdroju

Budynek mieszkalny jednorodzinny (domek jednorodzinny, willa, dom jednorodzinny wolnostojący, dom jednorodzinny w zabudowie bliźniaczej, bliźniak) – budynek wolnostojący albo budynek w zabudowie bliźniaczej, szeregowej lub grupowej, służący zaspokajaniu potrzeb mieszkaniowych, stanowiący konstrukcyjnie samodzielną całość, w którym dopuszcza się wydzielenie nie więcej niż dwóch lokali mieszkalnych albo jednego lokalu mieszkalnego i lokalu użytkowego o powierzchni całkowitej nieprzekraczającej 30% powierzchni całkowitej budynku.
Budynki mieszkalne jednorodzinne, wraz z przeznaczonymi dla potrzeb mieszkańców budynkami garażowymi i gospodarczymi, wchodzą w skład zabudowy jednorodzinnej.